# Grand Hôtel Imperial (Dubrovnik)
 (juin 2025).
Le Grand Hôtel Imperial est un hôtel de luxe historique à Dubrovnik en Croatie.

## Histoire
L'idée de construire un hôtel de luxe moderne à Dubrovnik, alors partie de l'Empire austro-hongrois, est venue au baron Viktor Kalchberg, président de l'Austrian Lloyd, après que les journaux locaux se plaignaient que trop peu de voyageurs faisaient le long voyage jusqu'à la ville, et que ceux qui le faisaient ne restaient que peu de temps en raison d'un manque d'hébergement hôtelier de qualité. La société Kalchberg entreprit ensuite les travaux de construction de l'hôtel, qui fut érigé de 1895 à 1897.
L'hôtel a accueilli plusieurs invités illustres, dont le roi Édouard VIII du Royaume-Uni et sa compagne Wallis Simpson, qui ont assisté à un bal dans le jardin de l'hôtel en 1936.

## Galerie

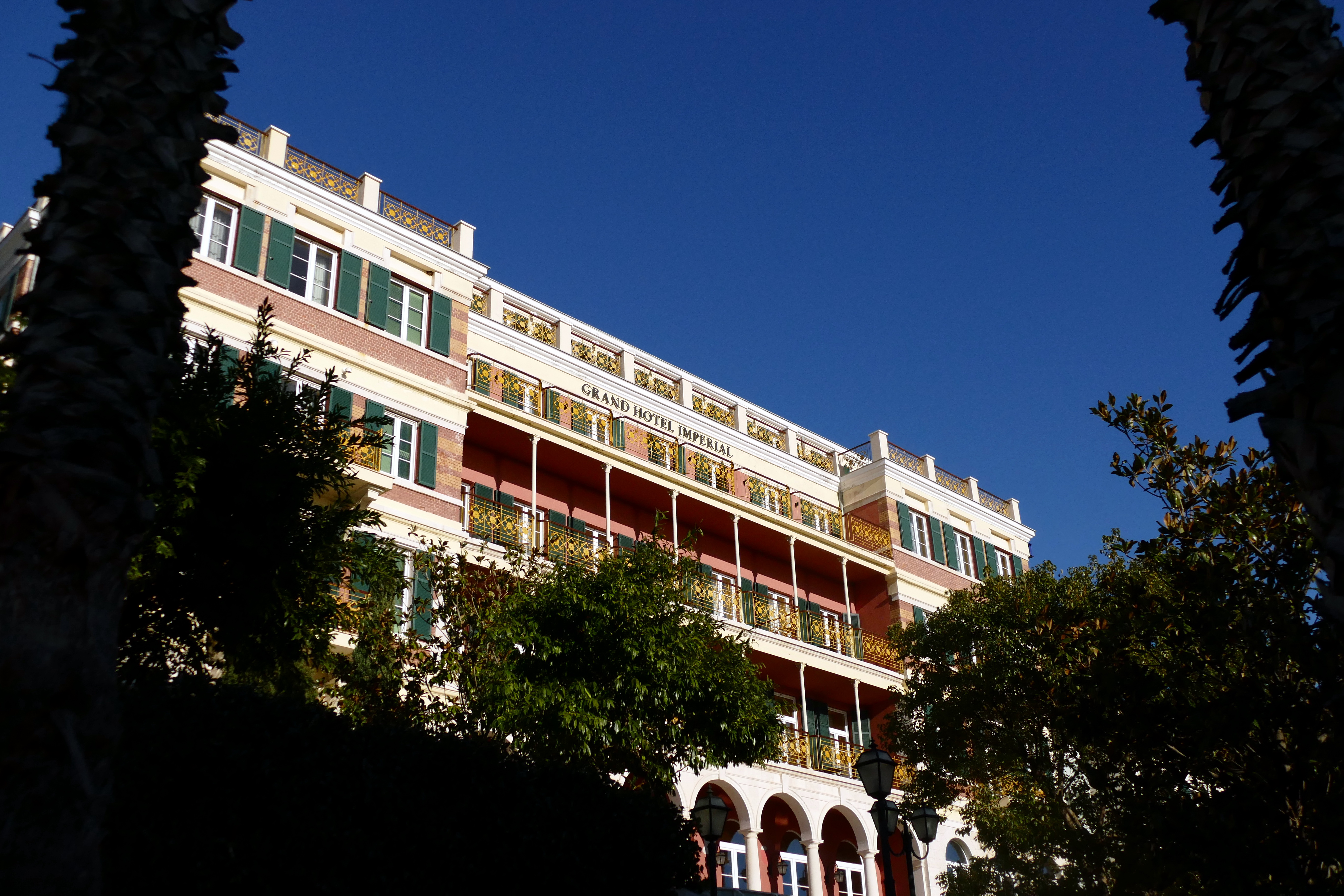
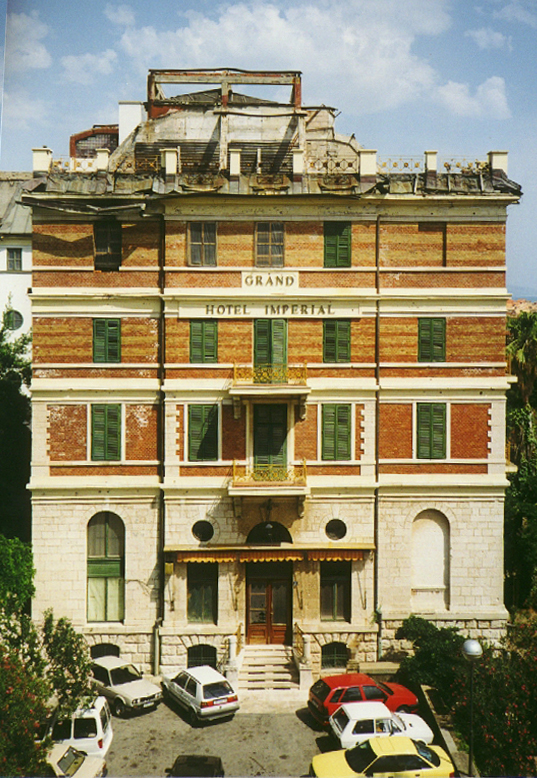
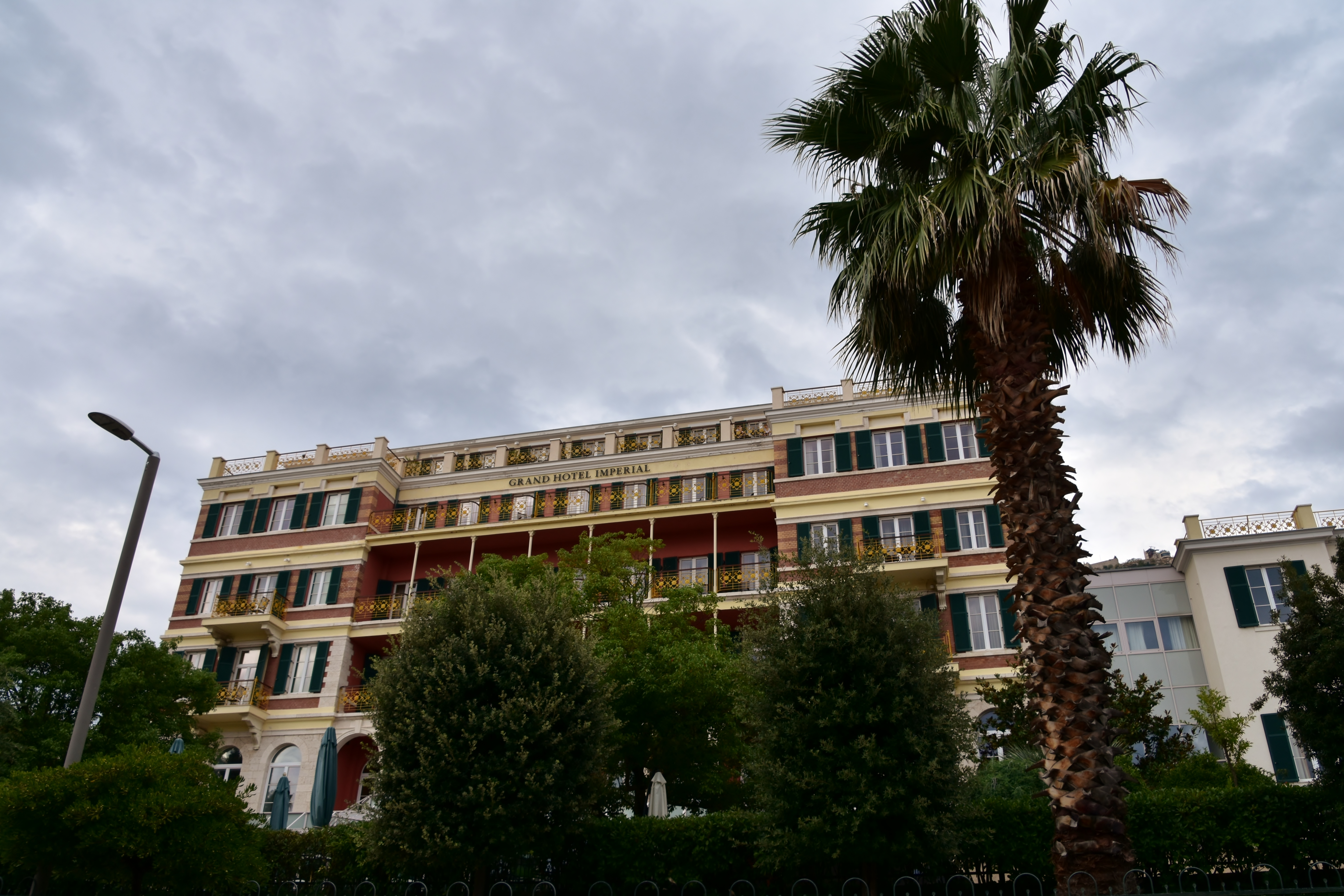